# アンカー (辞典)
『アンカー』（Anchor）は、学研教育出版が発行している英和辞典と和英辞典のシリーズ名。

## 概要
柴田徹士（大阪大学名誉教授）、小林清一（帝塚山学院大学名誉教授）、小西友七（神戸市外国語大学名誉教授）といった英語辞書学者たちが中心となり編集された『アンカー英和辞典』（1972年初版）から続く、学習研究社（現・学研ホールディングス）の英語辞典のシリーズ。2015年の学研グループ再編により、現在は学研プラス（株式会社学研マーケティングが株式会社学研教育出版・株式会社学研パブリッシングと合併）が発行元となっている。
英単語のanchorには、「頼みの綱、よりどころ、心の支え」の意味があり、編集者たちの「この辞書が、英語学習のよりどころになってほしい」という思いが込められている。
『アンカー英和辞典』のシリーズは、その後『ニューアンカー英和辞典』へ。そして、 明海大学山岸勝榮教授（現・名誉教授）が編集主幹となって編集された『スーパー・アンカー英和辞典』、『アンカーコズミカ英和辞典』と改訂を進めているが、ただ単に語彙数の多さを目指すのではなく、「明快・親切」の精神を継承した学習英和辞典であることを目指している点においては、シリーズのスタート時から変わっていない。

## 主なシリーズ一覧

### 英和辞典
- アンカーコズミカ英和辞典
  - 初版 - 2008年1月発行。収録語数約90,000。ISBN 978-4053011596
- スーパー・アンカー英和辞典
  - 第五版 - 2015年12月発行。収録語数約72,000。ISBN 978-4-05-303834-0（ミッキーマウス版同時発売）
  - 第四版 - 2009年12月発行。収録語数約72,000。ISBN 978-4053026682
  - 第三版 - 2003年10月発行。収録語数約66,300。ISBN 978-4053011596
  - 第二版 - 2001年10月発行。収録語数約65,500。ISBN 978-4053008664
  - 初版 - 1996年11月発行。収録語数約65,000。ISBN 978-4053004659
- ニューヴィクトリーアンカー英和辞典
  - 第四版 - 2019年12月発行。収録語数約80,000（英和54,000、和英26,000）。ISBN 978-4053048820
  - 第三版 - 2013年12月発行。収録語数約74,000（英和50,000、和英26,000）。ISBN 978-4053038234
  - 第二版 - 2005年10月発行。収録語数約60,000（英和46,000、和英14,000）。ISBN 978-4053019516
  - 初版 - 2000年11月発行。収録語数約60,000（英和46,000、和英14,000）。ISBN 978-4053007186
- ヴィクトリー・アンカー英和辞典
  - 初版 - 1996年3月発行。ISBN 978-4053002297
- ニューアンカー英和辞典
  - 新版二色刷 - 1993年発行。ISBN 978-4051050924
  - 初版 - 1988年発行。ISBN 978-4051020378
- アンカー英和辞典
  - 第二版 - 1981年発行。ISBN 978-4051001629
  - 初版 - 1972年発行。
- アンカー常用英和辞典
  - 初版 - 2009年10月発行。ISBN 978-4-05-302086-4
- アクセスアンカー英和辞典
  - 第二版 - 2016年11月発行。ISBN 978-4053045539
  - 初版 - 2005年1月発行。ISBN 978-4053015600
- ジュニア・アンカー英和辞典 - 和英辞典との合本もある。
  - 第六版 - 2016年12月発行。ISBN 978-4053043009
  - 第五版 - 2011年12月発行。ISBN 978-4053035318
  - 第四版 - 2001年11月発行。ISBN 978-4053007131
  - 第三版 - 1997年11月発行。ISBN 978-4053004468
  - 第二版 - 1993年2月発行。ISBN 978-4053000248
  - 初版 - 1985年11月発行。ISBN 978-4051014261

### 和英辞典
- スーパー・アンカー和英辞典
  - 第三版（新装版）- 2015年12月発行。収録項目数45,000。ISBN 978-4-05-304308-5（ミッキーマウス版同時発売）
  - 第三版 - 2012年12月発行。収録項目数45,000。ISBN 978-4-05-303139-6
  - 第二版 - 2004年10月発行。収録語数約37,000。ISBN 978-4053019394
  - 初版 - 2000年発行。収録語数約37,000。ISBN 978-4053005465
- ニューアンカー和英辞典
  - 初版 - 1991年発行。
- ニューアンカー英作文辞典
  - 初版 - 1976年発行。
- アンカー英作文辞典
  - 初版 - 1970年発行。
- ジュニア・アンカー和英辞典 - 英和辞典との合本もある。
  - 第六版 - 2016年12月発行。ISBN 978-4053043030
  - 第五版 - 2011年12月発行。ISBN 978-4053035325
  - 第四版 - 2001年11月発行。ISBN 978-4053007148
  - 第三版 - 1997年11月発行。ISBN 978-4053004475
  - 第二版 - 1993年2月発行。ISBN 978-4053000255
  - 初版 - 1987年2月発行。ISBN 978-4051021511